# Sân bay quốc tế Hàm Dương Tây An
Sân bay quốc tế Hàm Dương Tây An, tên tiếng Anh là Xi'an Xianyang International Airport (giản thể: 西安咸阳国际机场; phồn thể: 西安咸陽國際機場; bính âm: Xī'ān Xiányáng Guójì Jīchǎng) (IATA: XIY, ICAO: ZLXY) là một sân bay phục vụ Tây An, Thiểm Tây, Cộng hòa Nhân dân Trung Hoa. Sân bay nằm trên một khu vực có diện tích 5 km2, là sân bay lớn nhất ở Tây Bắc Trung Quốc. Đây là trung tâm hoạt động của hãng hàng không China Northwest Airlines cho đến khi hãng này được sáp nhập vào China Eastern Airlines vào năm 2002. Hiện tại, sân bay này được kết nối với 79 thành phố nội địa và quốc tế.

## Lịch sử
Trước khi sân bay này được xây dựng, Tây An đã có Sân bay Xiguan Tây An. Năm 1984, Hội đồng Nhà nước Cộng hòa Nhân dân Trung Hoa và Ủy ban Quân sự Trung ương đã đề xuất xây một sân bay dân sự lớn tại Hàm Dương. Giai đoạn 1 của sân bay này bắt đầu xây dựng từ tháng 8 năm 1987, và hoàn thành vào ngày 1 tháng 9 năm 1991. Sân bay Xiguan Tây An đã được đóng cửa vào lúc đó. Giai đoạn 2 bắt đầu vào tháng 8 năm 2000, và hoàn thành vào ngày 16 tháng 9 năm 2003.
Sân bay quốc tế Hàm Dương Tây An là sân bay lớn thứ chín của Trung Quốc; nằm ở thành phố Hàm Dương, tỉnh Thiểm Tây, ở Trương trấn, có cự ly 47 km từ trung tâm của Tây An, cách thành phố Hàm Dương 13 km. 

## Các hãng hàng không và các điểm đến
Các hãng sau đây có dịch vụ theo lịch trình đến sân bay này:

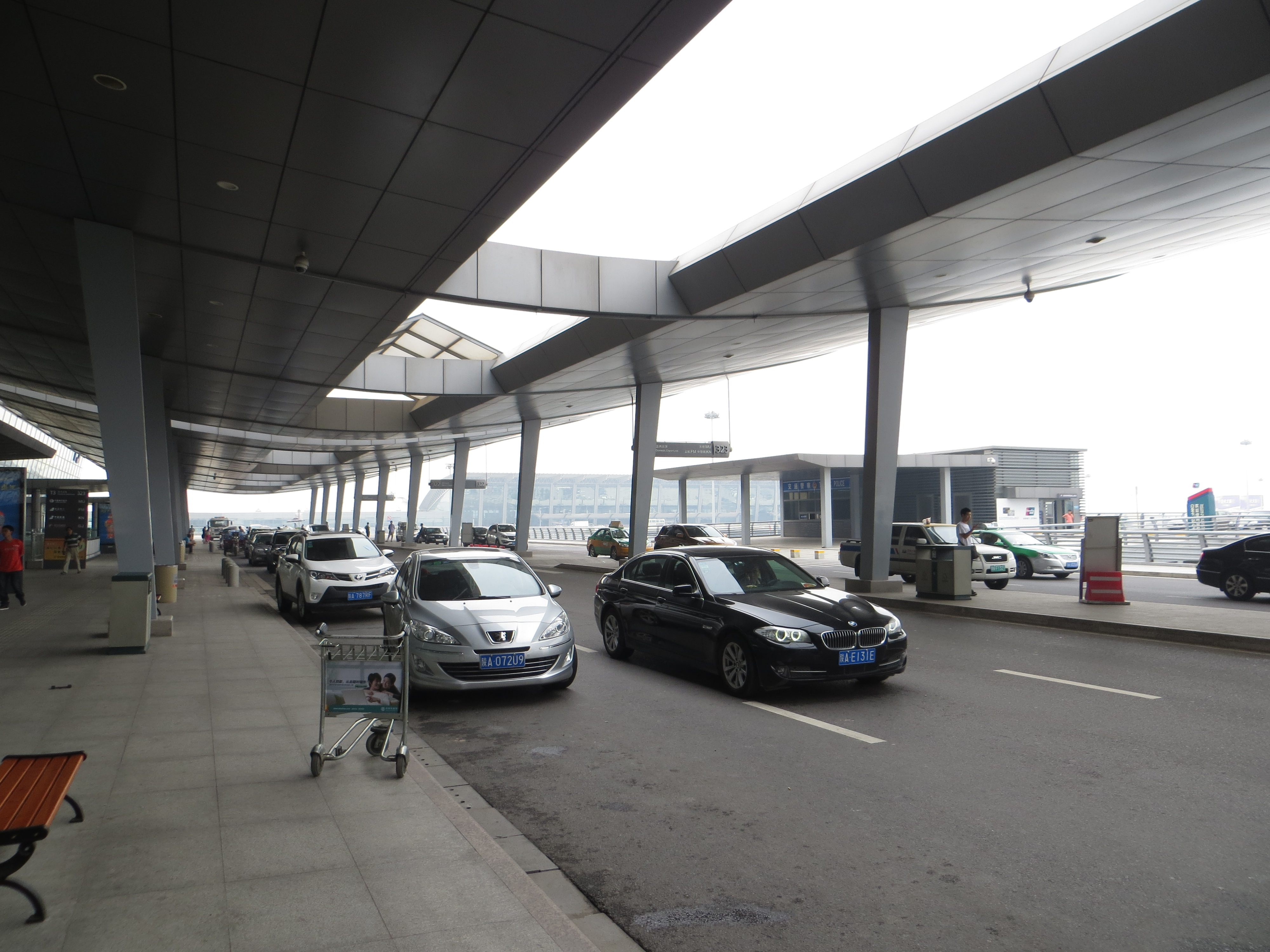
Terminal 3

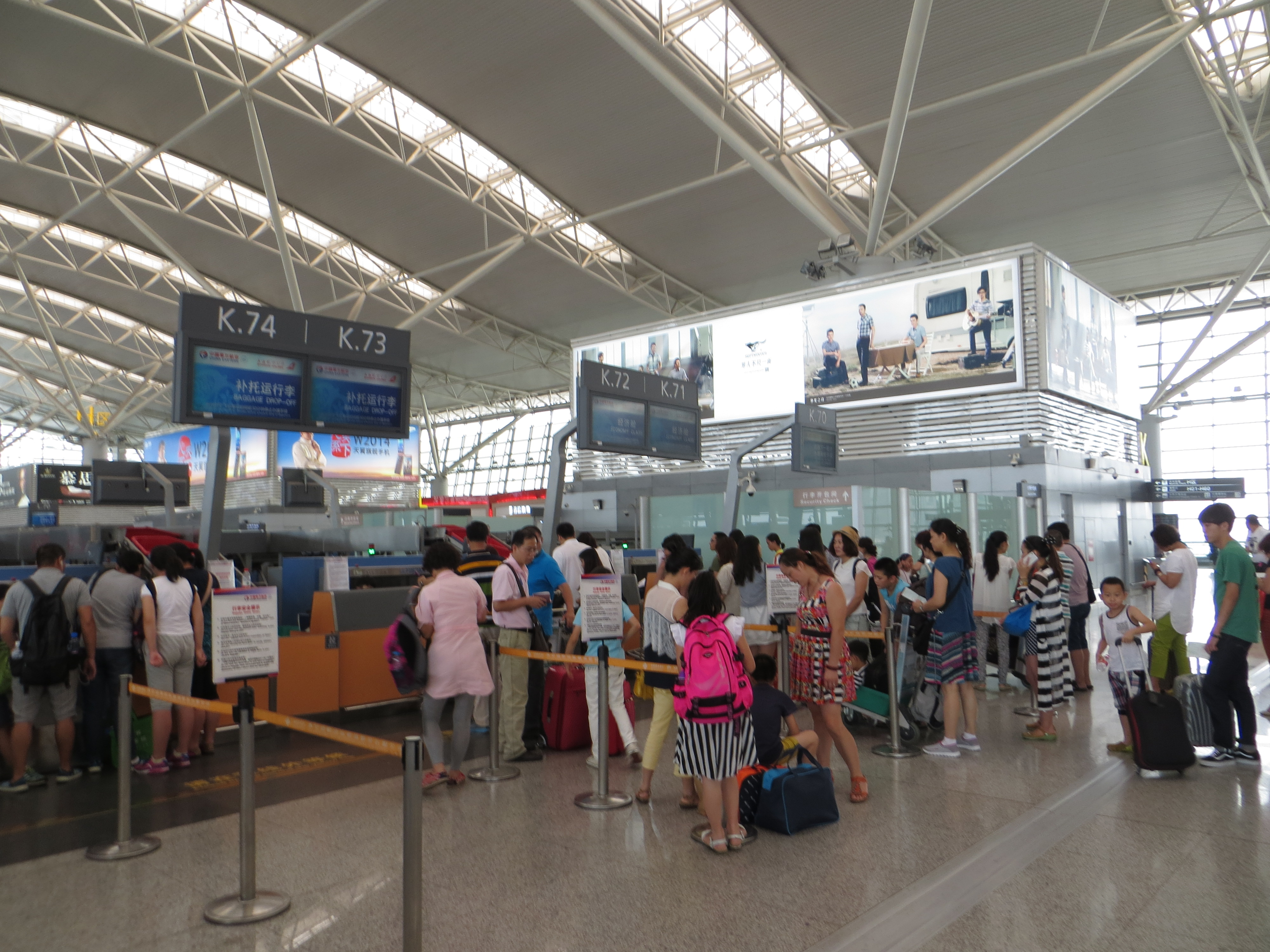
Quầy vé China Eastern Airlines

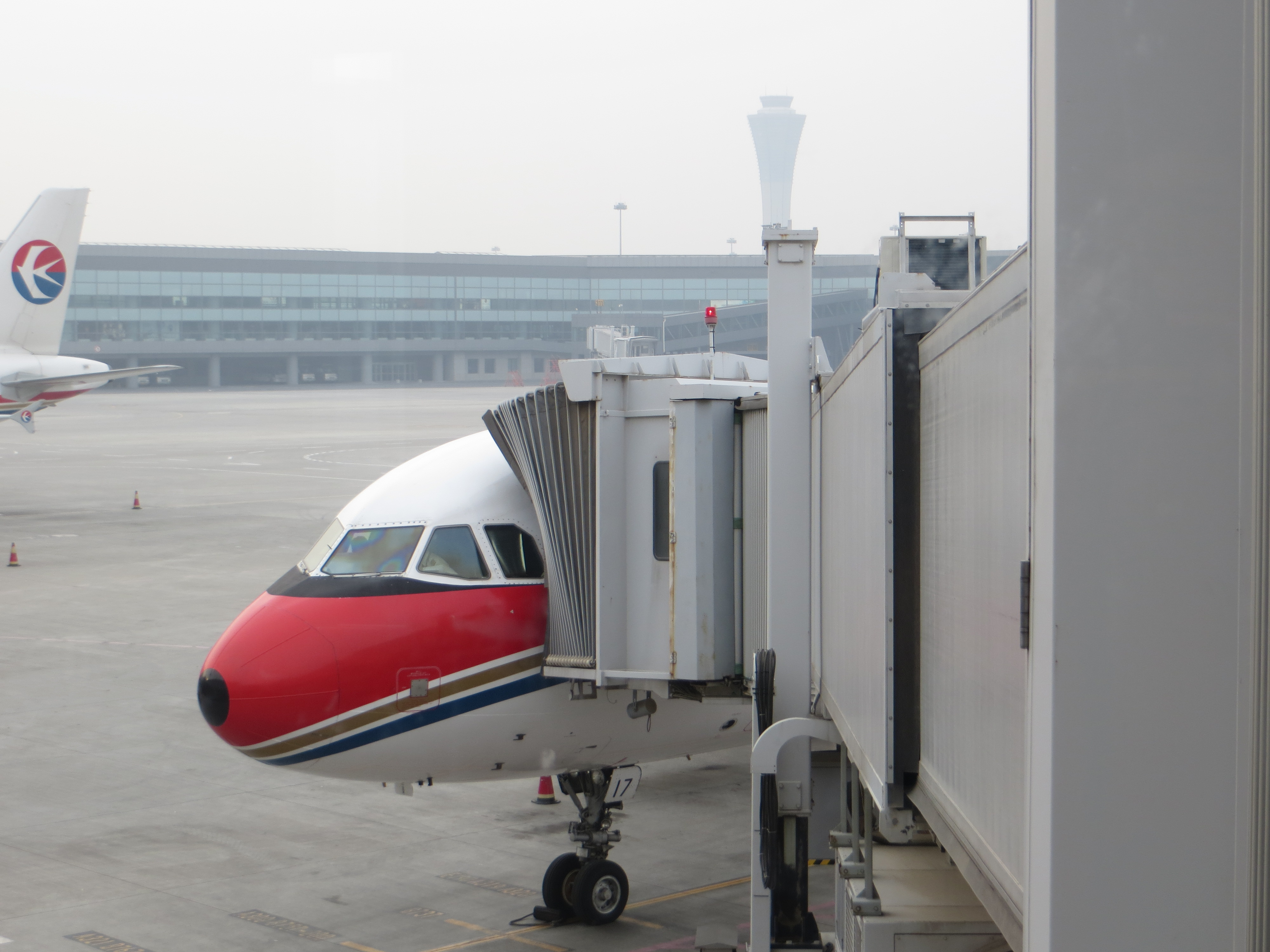
A China Eastern Airlines Airbus A319

| Hãng hàng không          | Các điểm đến | Terminal |
| ------------------------ | --- | -------- |
| AirAsia X                | Kuala Lumpur–International | 3        |
| Air Busan                | Busan | 3        |
| Air Chang'an             | Quế Lâm, Hải Khẩu, Chu Hải | 2        |
| Air China                | Bắc Kinh-Thủ đô, Thành Đô, Trùng Khánh, Đại Liên, Quế Lâm, Hàng Châu, Thượng Hải-Phố Đông, Thiên Tân, Urumqi, Ôn Châu, Vũ Hán, Ngân Xuyên | 2        |
| Asiana Airlines          | Seoul–Incheon | 3        |
| Beijing Capital Airlines | Trường Xuân, Trùng Khánh, Đại Liên, Enshi, Quế Lâm, Quý Dương, Hải Khẩu, Hàng Châu, Hợp Phì, Hoàng Sơn, Tế Nam, Lijiang, Nam Kinh, Thanh Đảo, Tam Á, Thạch Gia Trang, Thiên Tân, Hạ Môn, Yichun, Zhangjiajie | 2        |
| Beijing Capital Airlines | Phuket | 3        |
| Chengdu Airlines         | Thành Đô, Thanh Đảo | 2        |
| China Airlines           | Đài Bắc-Đào Viên | 3        |
| China Eastern Airlines   | Bắc Kinh-Thủ đô, Trường Xuân, Trường Sa, Changzhou, Thành Đô, Trùng Khánh, Đại Liên, Daocheng, Dunhuang, Phúc Châu, Golmud, Quảng Châu, Quế Lâm, Hải Khẩu, Hàng Châu, Hanzhong, Cáp Nhĩ Tân, Hợp Phì, Hengyang, Hohhot, Hong Kong, Jiayuguan, Tế Nam, Jinggangshan, Jiuzhaigou, Kashgar, Côn Minh, Lanzhou, Lhasa, Lianyungang, Luliang, Moscow–Sheremetyevo, Nam Xương, Nanchong, Nam Kinh, Ningbo, Ordos, Thanh Đảo, Tam Á, Seoul-Incheon (begins ngày 20 tháng 6 năm 2016), Thượng Hải-Hồng Kiều, Thượng Hải-Phố Đông, Thẩm Dương, Thẩm Quyến, Taipei–Taoyuan, Tongliao, Urumqi, Ôn Châu, Vũ Hán, Wuxi, Hạ Môn, Xichang, Xilinhot, Tây Ninh, Xishuangbanna, Yan'an, Yancheng, Ngân Xuyên, Yulin, Yushu, Zhangjiajie, Zhanjiang | 3        |
| China Express Airlines   | Trùng Khánh, Quý Dương, Nam Ninh, Tianshui | 3        |
| China Southern Airlines  | Baotou, Bắc Kinh-Thủ đô, Trường Xuân, Trường Sa, Thành Đô, Trùng Khánh, Đại Liên, Daqing, Dunhuang, Phúc Châu, Quảng Châu, Quế Lâm, Hàng Châu, Cáp Nhĩ Tân, Hợp Phì, Hohhot, Jieyang, Tế Nam, Korla, Côn Minh, Lan Châu, Nam Ninh, Thanh Đảo, Tam Á, Thượng Hải-Phố Đông, Thẩm Dương, Thẩm Quyến, Taiyuan, Urumqi, Ôn Châu, Vũ Hán, Tây Ninh, Ngân Xuyên, Yining, Yulin, Zhuhai | 3        |
| Dragonair                | Hong Kong | 3        |
| Finnair                  | Theo mùa: Helsinki | 3        |
| Fuzhou Airlines          | Phúc Châu | 2        |
| GX Airlines              | Bijie, Nam Ninh | 2        |
| Hainan Airlines          | Bắc Kinh-Thủ đô, Trường Sa, Thành Đô, Trùng Khánh, Phúc Châu, Quảng Châu, Quế Lâm, Hải Khẩu, Hàng Châu, Côn Minh, Lan Châu, Nam Xương, Nam Kinh, Tam Á, Thượng Hải-Phố Đông, Thẩm Quyến, Urumqi, Ôn Châu, Wuhai, Hạ Môn, Tây Ninh, Ngân Xuyên, Yiwu, Zhuhai | 2        |
| Hainan Airlines          | Paris–Charles de Gaulle, Rome–Fiumicino, Đài Bắc-Đào Viên, Tokyo–Narita Theo mùa: Sydney | 3        |
| Hebei Airlines           | Quế Lâm, Quý Dương, Mianyang, Thạch Gia Trang | 2        |
| Jiangxi Air              | Nam Xương, Ürümqi | 2        |
| Jin Air                  | Jeju | 2        |
| Joy Air                  | Alxa Left Banner, Baotou, Ejin Banner, Guyuan, Hợp Phì, Tianshui, Vũ Hán, Xiangyang, Ngân Xuyên, Trịnh Châu | 2        |
| Juneyao Airlines         | Guyuan, Thượng Hải-Hồng Kiều, Thượng Hải-Phố Đông, Tây Ninh, Ngân Xuyên, Zhongwei | 2        |
| Korean Air               | Seoul–Incheon | 3        |
| Kunming Airlines         | Côn Minh | 2        |
| Loong Air                | Hàng Châu, Nam Kinh | 3        |
| Lucky Air                | Baotou, Côn Minh, Lijiang, Mianyang | 2        |
| Okay Airways             | Bangkok–Suvarnabhumi, Trường Sa, Hàng Châu, Krabi, Nam Ninh, Thiên Tân, Urumqi | 2        |
| Ruili Airlines           | Côn Minh | 3        |
| SCAT Airlines            | Almaty | 3        |
| Shandong Airlines        | Quý Dương, Hợp Phì, Tế Nam, Thanh Đảo, Wuyishan, Hạ Môn, Tây Ninh, Yên Đài | 2        |
| Shanghai Airlines        | Jiayuguan, Ordos, Thượng Hải-Hồng Kiều, Thượng Hải-Phố Đông | 3        |
| Shenzhen Airlines        | Bắc Kinh-Thủ đô, Thành Đô, Đại Liên, Phúc Châu, Quảng Châu, Quý Dương, Hàng Châu, Jingdezhen, Lanzhou, Nam Kinh, Nam Ninh, Nantong, Tam Á, Thẩm Dương, Thẩm Quyến, Vô Tích, Hạ Môn, Tây Ninh, Yangzhou, Ngân Xuyên | 2        |
| Shenzhen Airlines        | Bangkok–Suvarnabhumi, Seoul–Incheon | 3        |
| Sichuan Airlines         | Beihai, Thành Đô, Trùng Khánh, Dongying, Hải Khẩu, Hàng Châu, Cáp Nhĩ Tân, Tế Nam, Jiuzhaigou, Côn Minh, Lhasa, Lijiang, Linyi, Tam Á, Urumqi, Xiahe, Hạ Môn, Tây Ninh, Yibin, Yining, Yulin, Zhongwei | 3        |
| Spring Airlines          | Hàng Châu, Thượng Hải-Hồng Kiều, Thượng Hải-Phố Đông, Thẩm Dương, Urumqi | 2        |
| Spring Airlines          | Osaka–Kansai | 3        |
| Thai AirAsia             | Bangkok–Don Mueang | 3        |
| Tianjin Airlines         | Baotou, Trường Sa, Datong, Dunhuang, Fuyang, Quý Dương, Hải Khẩu, Hami, Hàng Châu, Hợp Phì, Hohhot, Huaihua, Jieyang, Côn Minh, Lanzhou, Luzhou, Nanchong, Nam Ninh, Ordos, Qingyang, Qinhuangdao, Tam Á, Thẩm Dương, Thạch Gia Trang, Thiên Tân, Urumqi, Wenzhou, Vũ Hán, Yulin | 2        |
| Tianjin Airlines         | Osaka–Kansai | 3        |
| Tibet Airlines           | Lhasa, Thanh Đảo | 2        |
| Tigerair                 | Singapore | 3        |
| Vietnam Airlines         | Đà Nẵng | 3        |
| Uni Air                  | Đài Bắc-Đào Viên | 3        |
| United Airlines          | Theo mùa: San Francisco | 3        |
| Urumqi Air               | Urumqi | 2        |
| West Air                 | Trùng Khánh | 2        |
| XiamenAir                | Trường Sa, Trùng Khánh, Phúc Châu, Hàng Châu, Nam Xương, Nam Kinh, Tuyền Châu, Thiên Tân, Urumqi, Wanzhou, Hạ Môn, Tây Ninh, Yichang, Ngân Xuyên | 2        |